# 521 v. Chr.
Portal Geschichte | Portal Biografien | Aktuelle Ereignisse | Jahreskalender | Tagesartikel

◄ |
7. Jahrhundert v. Chr. |
6. Jahrhundert v. Chr. |
5. Jahrhundert v. Chr. |
►

◄ | 540er v. Chr. | 530er v. Chr. | 520er v. Chr. | 510er v. Chr. |
500er v. Chr. |
►

◄◄ | ◄ | 524 v. Chr. | 523 v. Chr. | 522 v. Chr. | 521 v. Chr. |
520 v. Chr. |
519 v. Chr. |
518 v. Chr. |
► |
►►

## Ereignisse
- 17. Mai – 27. November: Nabu-kudurri-usur IV. regiert für sieben Monate das Babylonische Reich als Usurpator, wird dann jedoch vom persischen Großkönig Dareios I. besiegt und am 5. Dezember getötet.

## Geboren
- Yan Hui, chinesischer Philosoph und der Lieblingsjünger von Konfuzius († 481 v. Chr.)

## Gestorben
- 5. Dezember: Nabu-kudurri-usur IV., babylonischer König, Usurpator gegen Dareios I.
- Phraortes, medischer König, Usurpator gegen Dareios I.
- Tritantaichmes, König der Sagarten, Usurpator gegen Dareios I.